# Purpurkotinga
Purpurkotinga (Cotinga cotinga) är en fågel i familjen kotingor inom ordningen tättingar.

## Utbredning och systematik
Fågelns utbredningsområde sträcker sig från östra Colombia till södra Venezuela, Guyana, och norra och östra Amazonområdet (Brasilien). Den behandlas som monotypisk, det vill säga att den inte delas in i några underarter.

## Status
IUCN kategoriserar arten som livskraftig.